# Tomba François

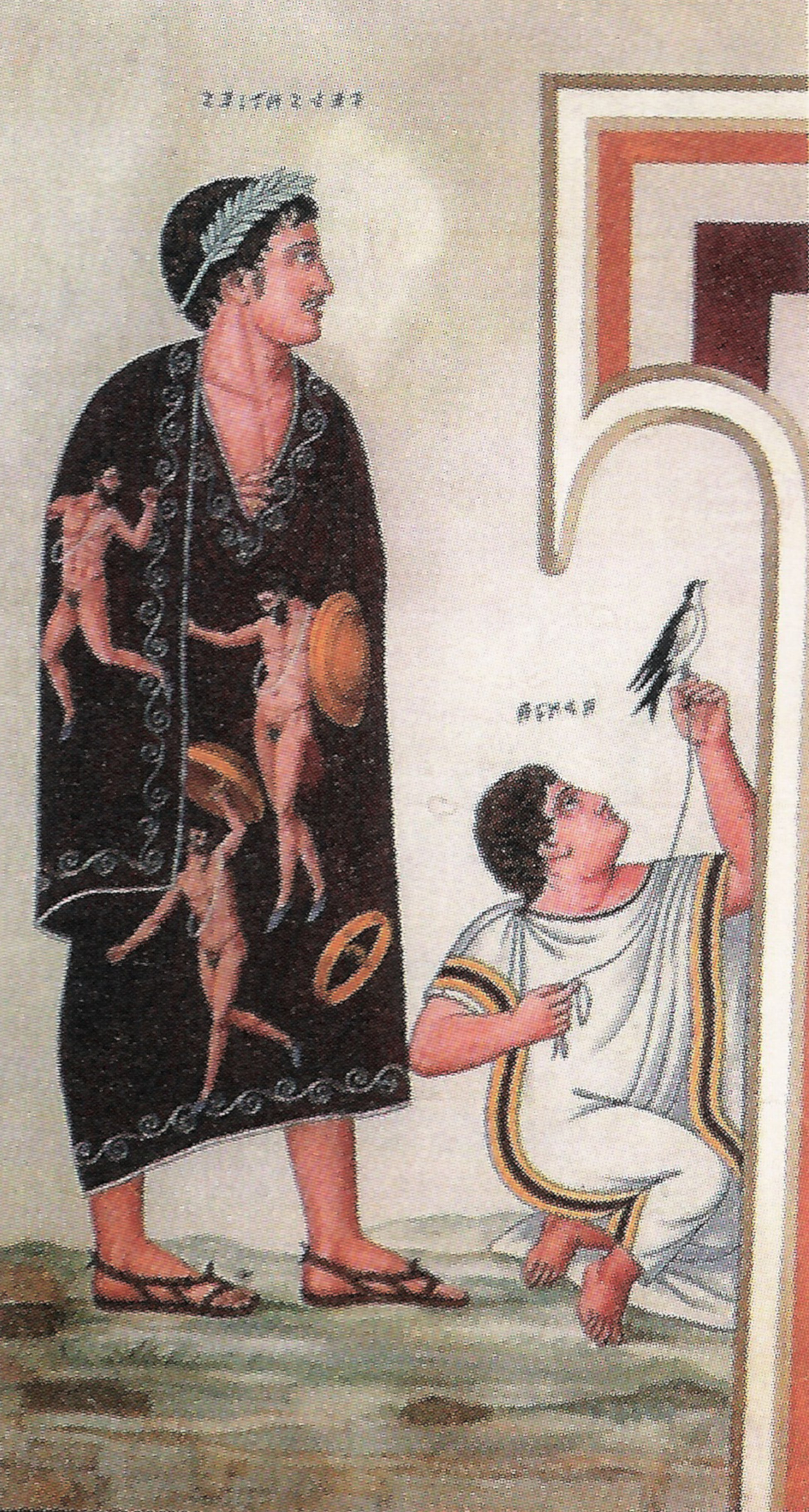
Fresc de Vel Saties i Arnza reproduït per Carlo Ruspi

La tomba François és el nom donat a una tomba familiar etrusca descoberta a Volci al 1857 per l'arqueòleg florentí Alessandro François i l'historiador francés Adolphe Noël des Vergers, comissionats per Alexandrine de Bleschamp (esposa de Lucien Bonaparte) per a les excavacions dels seus dominis principescs a Volci i Cerveteri.

## Història
La tomba François forma part de la necròpoli de Ponte Rotto, a la zona oriental del Parc Arqueològic de Volci. Fou descoberta el 1857.

## Descripció
Data de mitjan segle iv aC —remodelada al s. II ae— destinada als membres de la família Saties (o Satis), de la qual Vel Saties era el comanditari. Tanaquil, la seua dona, està representada en els frescs.
Un llarg dromos (corredor excavat a la terra per arribar a la tomba) de 27 m de llarg i 1,30 m d'ample donava accés mitjançant un tablinum a les 10 grans cambres funeràries. La cambra central en donava l'accés a set.
El tablinum tenia una volta amb forma de piràmide truncada. Les cambres, amb sostres a dues aigües, disposaven d'una biga central (columen) falsa (tradicional en aquesta mena de tombes, recordatori de la casa dels vius).
Uns bancs disposats al llarg dels murs permetien dipositar-hi els sarcòfags. Els frescs amb motius mitològics adornaven els murs

## Personatges dels frescs
- Vel Saties i Arnza (atri, paret sud)
- Ajax el Petit i Cassandra
- Sísif i Anfiarau
- Fènix
- Nèstor
- Marce Camitlnas i Cneve Tarchunies Rumach
- Eteole i Polinices
- Caile Vipinas, Macstrna, Larth Ulthes, Laris Papathnas Velznach, Pesna Arcmsnas Sveamach, Rasce, Venthical […] i Avle Vipinas (Tablinum, paret est)
- Agamèmnon, Pàtrocle, Vanth, Aquil·les, presoner troià, Charun, Àiax el Gran (Tablinum, paret oest)

## Reproducció i còpia dels frescs
El 1863 els frescs foren arrencats i duts a la col·lecció Torlonia de la Vil·la Albani (Roma). Carlo Ruspien feu les rèpliques a escala 1:1 per reemplaçar-ne les originals a la tomba.

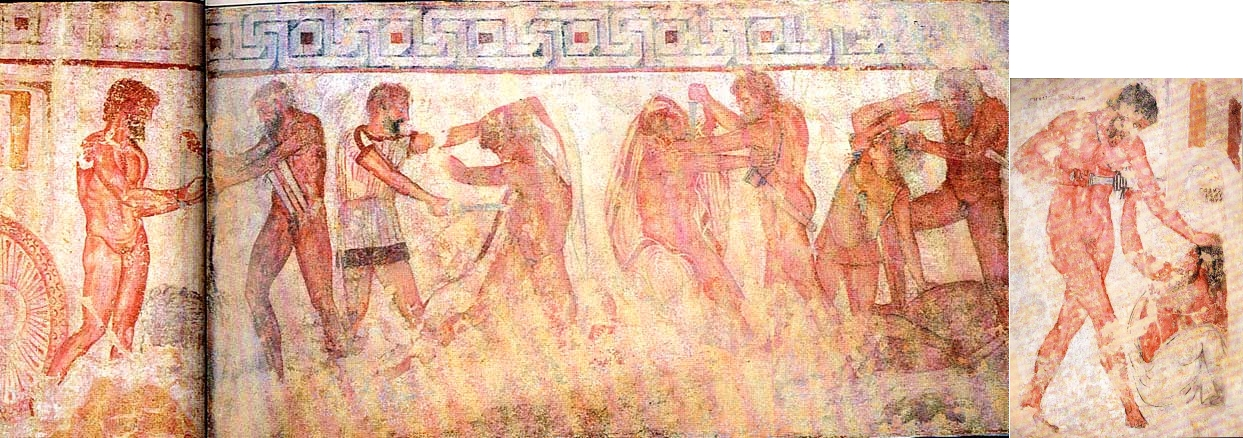
Escena de lAlliberament de Celi Vibenna. D'esquerra a dreta: Caile Vipinas, Macstrna, Larth Ultes, Laris Papathnas Velznach, Pesna Arcmsnas Sveamach, Rasce, Venthical […] plsachs i Avle Vipinas; a la dreta: Marce Camitlnas i Cneve Tarchunies Rumach

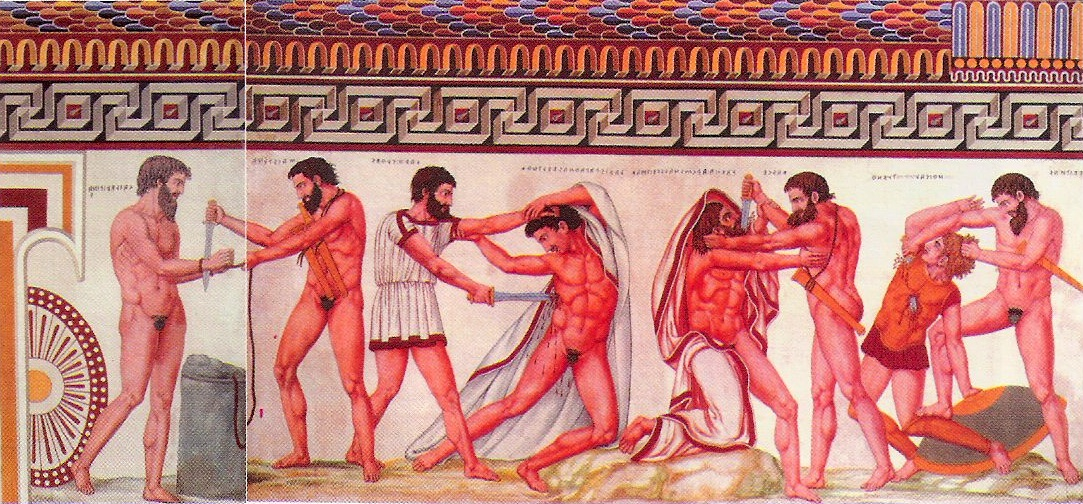
Còpia-interpretació de Carlo Ruspi a la tomba

Adolphe Noël des Vergers n'encarregà altres reproduccions, a escala 1:10, a Nicola Ortis, que no es conserven.
Al 1931 s'exposà al públic al Museu Arqueològic Nacional de Florència un facsímil complet dels frescs de la tomba, fet per Augusto Guido Gatti.

## Testimoniatge històric
| « | Aquest fet dramàtic, l'alliberament per Celi Vibenna i els seus, ha romàs en les tradicions de Volci com un episodi gloriós, digne de figurar a la tomba François. | » |
| — Massimo Pallottino, Giovanni Colonna, François Villard, La Naissance de Rome, exposició al Museu del Petit Palais, març-maig de 1977. | |   |

Celi i Aule Vibenna són dos personatges històrics les aventures dels quals amb Mastarna-Servi Tuli eren conegudes en les tradicions llatina i etrusca.
Les informacions sobre Celi Vibenna i el seu germà, Aule, les han transmés escriptors antics, com Tàcit, Sext Pompeu Fest, Marc Terenci Varró, Quint Fabi Pictor, Arnobi el Vell i Dionís d'Halicarnàs, a més de l'emperador romà Claudi.
La pintura mural reflecteix una escena al·lusiva a la història de la ciutat enfrontada, a la paret oposada, a un episodi paral·lel de la Ilíada en què sacrifiquen presoners troians durant el funeral de Pàtrocle. En el fresc apareixen identificats amb els seus noms Caile Vipinas, Macstrna (sostenint dues espases i deslligant-ne al primer, tots dos a l'extrem esquerre), Rasce (eliminant Pesna Arcmsnas Sveamach), Avle Vipinas (que mata al personatge de la cuirassa, Venthical [...]plsachs i Marce Camitlnas que, segons s'interpreta, haurien estat fets presoners i són alliberats pel seu company Larth Ulthes (l'únic que apareix amb túnica i que apunyala Laris Papathnas Velznach). Entre els captors, representat a l'extrem dret, està Cneve Tarchunies Rumach, a qui Marce Camitlnas està a punt de travessar amb l'espasa.
Els enemics apareixen representats amb els seus gentilicis (Rumach, de Roma, probablement Velznach de Volsinii i Sveamach de Sovana, mentre que per [...]plsachs s'ha suggerit Salpinum;[11] així que la pintura podria fer referència a una guerra entre Volci i Roma, ambdues acompanyades dels seus respectius aliats, en l'època dels tarquinis, i donar motiu a la teoria que «Gneu Tarquini de Roma» fou el mateix Tarquini Prisc al qual succeí Servi Tuli-Mastarna (s'ha proposat que aquest últim apel·latiu etrusc podria provenir de la paraula llatina magister, que apareixia en càrrecs oficials romans). El praenomen de Tarquini Prisc era Luci, encara que aquest podria correspondre a l'etrusc lauchme, 'rei' i, per tant, haver-ne substituït l'original; i tampoc és clar que la deducció de Claudi a identificar el Mastarna de les fonts etrusques amb el Servi Tuli de les romanes es base en proves sòlides. Amb tot és una reconstrucció que té prou de suport entre els especialistes.
Hi ha també discrepàncies en les fonts antigues sobre la identitat del rei socorregut. Per a Tàcit és Luci Tarquini Prisc, i Servi Tuli per a Sext Pompeu Fest.
Arnobi de Sicca assenyala l'antagonisme entre els personatges. A la mort de Celi Vibenna, el «servulus» (el seu petit esclau) mata Aule Vibenna per prendre el poder. Aquest servulus és probablement el «sodalis fidelissimus», el company d'armes fidel de Celi, el Servius Tullius/Mastarna de la Taula Claudina. El sufix etrusc na significa 'dependència'. Pallotino afirma que Ma(c)star-na significa 'l'home que depén del magister'.[15] Cornell discrepa d'aquesta asseveració.
L'acció dels germans Vibenna tingué un impacte considerable en la civilització etrusca: són representats en el segle iv aC en espills, en quatre urnes funeràries i en les pintures de la tomba de Vel Saties, continuador de la tradició dels caps militars etruscs de Volci contra els romans.